# Fortunato Franco
Fortunato Franco (* 2. Mai 1939 in Colvale; † 10. Mai 2021 in Goa) war ein indischer Fußballspieler.

## Karriere

### Vereinsebene
Fortunato Franco zog im Alter von 6 Jahren mit seiner Familie nach Mumbai. Dort spielte er für die Western Railways Tata und den Tata Sports Club aktiv. Als Kapitän der Auswahl von Maharashtra war Franco acht Spielzeiten lang aktiv und gewann mit dieser 1964 die Santosh Trophy. Zudem spielte er beim Salgaocar Sports Club aktiv. Noch vor seinem 30. Geburtstag beendete Franco wegen einer Knieverletzung seine Karriere.

### Nationalmannschaft
Zwischen 1960 und 1965 absolvierte Franco 26 Länderspiele für die Nationalmannschaft Indiens. Er gehörte dem Aufgebot bei den Olympischen Sommerspielen 1960 an und gewann bei den Asienspielen 1962 die Goldmedaille mit dem indischen Team.

## Privates
Nach seinem Karriereende als Fußballer war Franco bei der Tata-Gruppe als PR-Manager bis zu seiner Rente 1999 beschäftigt. Danach zog er wieder nach Goa.